# Don Letts
Don Letts (Londra, 10 gennaio 1956) è un regista e disc jockey britannico di origini giamaicane.

## Biografia
Dopo aver lavorato come commesso in un negozio di abbigliamento di Londra, iniziò ad interessarsi alla musica (come DJ) e alla creazione di film. Iniziò a lavorare come DJ al Roxy, un noto locale di ritrovo dei punk londinesi, nel periodo in cui scoppiò il fenomeno punk. Non avendo a disposizione molti dischi di gruppi punk da includere nella sua playlist, introdusse in essa dischi dub e reggae. Questa sua scelta influenzò molti gruppi punk, tra i quali i Clash, che lo raffigureranno nella copertina del loro album Black Market Clash.
Il suo primo film fu The Punk Rock Movie del 1978, nel quale documenta la scena punk rock inglese del periodo. Sempre nel 1978 pubblica un EP, Steel Leg v the Electric Dread, con la partecipazione di Keith Levene e Jah Wobble dei Public Image Ltd.. Successivamente formerà insieme a Mick Jones (fuoriuscito dai Clash) i Big Audio Dynamite. Recentemente si è concentrato sulla produzione cinematografica, e nel 2003 ha vinto un Grammy per Westway to the World, film-documentario con interviste e spezzoni di concerti riguardanti la carriera musicale del gruppo punk inglese The Clash. Ha inoltre all'attivo la direzione di oltre 400 video musicali.

## Filmografia (parziale) da regista
- 1978 - The Punk Rock Movie
- 1988 - Pretenders: The Singles (video Back on the Chain Gang)
- 1997 - Dancing in the Streets: Planet Rock (TV)
- 1997 - Dancehall Queen
- 2000 - The Clash: Westway to the World
- 2000 - The Pretenders: Greatest Hits (video Back on the Chain Gang)
- 2003 - The Essential Clash
- 2003 - One Love
- 2004 - Making of 'London Calling': The Last Testament
- 2005 - Punk: Attitude (TV)
- 2005 - The Right Spectacle: The Very Best of Elvis Costello - The Videos
- 2005 - The Revolution Will Not Be Televised (Gil Scott-Heron)
- 2005 - Brother From Another Planet: Sun Ra
- 2006 - The Making of All Mod Cons: The Jam
- 2006 - Tales of Dr. Funkenstein: George Clinton
- 2006 - Rock It To Rio: Franz Ferdinand